# Mal di Galleria
Mal di Galleria  è una raccolta di racconti di Giuseppe Marotta, pubblicata originariamente da Bompiani nel 1958.
È il secondo dei tre libri dedicati dallo scrittore partenopeo, in chiave autobiografica, al capoluogo lombardo. Viene preceduto da A Milano non fa freddo del 1949 e seguito da Le milanesi del 1962.

## Racconti
L'opera si compone di quarantanove brevi racconti, già pubblicati come elzéviri sul quotidiano Corriere della Sera.Ogni protagonista dei quarantanove racconti narra in prima persona, anche se non si identifica mai con l'autore. La scrittura di Marotta, che esaurisce le storie fulmineamente, nell'arco di poche pagine, si inserisce nel filone letterario che vede in Moravia e nei suoi Racconti romani uno dei principali punti di riferimento, in controtendenza con la "moda" del momento che prediligeva le narrazioni di più ampio respiro. Ogni racconto tratteggia la figura di un diverso protagonista che, nel suo monologo, ha modo di mettere in luce le sue peculiarità, le sue inflessioni e il suo carattere, ben descritto dall'autore.

### Mal di Galleria
Il racconto che dà il titolo al volume, è stato pubblicato per la prima volta l'8 novembre 1956 sul quotidiano Corriere della Sera.
Trama
(Giuseppe Marotta, Mal di Galleria)
Ghigo Mignari è un trentanovenne di bell'aspetto che vive in una stanzetta all'interno dell Galleria Vittorio Emanuele II di Milano. Vive di espedienti e vendendo quadri di paesaggi che ricopia da cartoline. Un giorno ascolta una conversazione telefonica di una giovane e bella donna, Tullia, che confessa all'amica all'altro capo del telefono di temere che suo marito, Luigi, la stia seguendo impedendole di incontrarsi con l'amante Federico. La donna non vuole rinunciare all'incontro, poiché l'amante partirà il giorno stesso e starà via a lungo. Quando la donna viene a sapere dall'amica che il marito è irreperibile al lavoro, ha la conferma che egli la stia pedinando. Ghigo decide di intervenire: tra i passanti individua il pedinatore, con una scusa lo ferma, scoppia un diverbio ma Ghigo ha la meglio, lasciando l'uomo malconcio e dando modo alla donna di dileguarsi. Alcuni giorni dopo Ghigo incontra nuovamente la donna e si presenta confessando di essere stato lui a permetterle di incontrarsi con l'amante. Tullia accetta di seguirlo nella sua stanzetta ma quando Ghigo le racconta l'impresa, ella scoppia in una risata fragorosa: nella concitazione Ghigo aveva scambiato l'amante, Federico, con il marito Luigi. Tullia era riuscita sì ad incontrare Federico ma egli l'aveva accusata di avere una relazione con Ghigo, la cui gelosia, a suo dire, era stato il motivo dello scontro. Tra i due amanti era scoppiata una lite e Tullia aveva perciò deciso di lasciare Federico. Ghigo, perplesso, si scusa con Tullia che tuttavia, impressionata dalla "galanteria" di Ghigo, si apparta con lui nella sua stanza.

### Caso, padrone mio
Il racconto è stato pubblicato per la prima volta l'8 aprile 1956 sul quotidiano Corriere della Sera.
Trama
Egidio Zaffi è un abile borseggiatore che effettua i furti spinto dall'ispirazione del momento, assegnando al destino e al caso la responsabilità della rilevanza del bottino. Egidio vive da solo, cerca di non destare sospetti nei vicini e paga regolarmente le tasse e i tributi della Legge Vanoni. Tuttavia non è scapolo: si era sposato anni prima, dopo aver conosciuto la bella Silvia in un dancing ed averla condotta in pochi mesi all'altare. Quando Silvia aveva scoperto il mestiere del marito, lo aveva abbandonato. Un giorno, in un portafogli rubato ad un uomo in un tram, Egidio trova la foto di Silvia; si reca all'indirizzo trovato in alcuni biglietti da visita nel portafogli e, dalla porta socchiusa, scorge Silvia sfiorita e imbruttita, sciatta, con tre figli e impegnata in un furioso litigio con il derubato. Silvia accusa l'uomo di essere un fallito, di aver perso il portafogli e con esso i pochi soldi necessari per pagare parte dei loro molti debiti. Silvia, alle giustificazioni dell'uomo, gli urla contro di andare pure a rubare, purché risolva il problema. Egidio torna a casa, contento della sua vita, al Caso, e di essersi separato da Silvia.

### Uomo di teatro
Il racconto è stato pubblicato per la prima volta il 26 aprile 1956 sul quotidiano Corriere della Sera.
Trama
Il sessantenne Bartolomeo Vismara è un "portaceste". Vive umilmente in uno scantinato, lasciatogli in uso gratuito dal defunto marchese C. come segno di gratitudine per averlo aiutato in una questione di cuore. A vent'anni aveva tentato di calcare le scene con il nome d'arte di Lanfranco Vismara, pseudonimo che ha mantenuto per vezzo, anche se quasi subito aveva abbandonato la recitazione, poiché non dotato. Era comunque rimasto nell'ambiente, occupandosi di sbrigare piccoli e grandi commissioni per gli attori. Ricorda con rimpianto e nostalgia la relazione che ebbe con l'attrice Evelina T. che, tra molti spasimanti, decise di avviare con lui, di nascosto, un rapporto. La donna lo abbandonò ben presto per trasferirsi in Argentina. Di lei Lanfranco non seppe più nulla. Continua a sbarcare il lunario con fatica, vivendo di ricordi, cavalcando la bicicletta tutto il giorno, in giro per Milano per lavoro. Un giorno un giovane lo ferma per strada; non parla italiano. Lo invita in osteria, lo fotografa, gli paga un abito nuovo e quindi lo saluta allontanandosi. L'amico Ambrogio è sicuro che il giovane sia il figlio di Lanfranco e di Evelina, figlio che il portaceste non ha mai saputo di avere.

### Il segugio
Il racconto è stato pubblicato per la prima volta il 10 maggio 1956 sul quotidiano Corriere della Sera.
Trama
Amerigo Bianchi è un presuntuoso investigatore privato. Un giorno un suo più anziano collega, Giorgio Riffi, gli chiede di sorvegliare la figlia, la ventinovenne Livia, temendo che abbia cattive frequentazioni. Giorgio non riesce a pedinare la donna a causa della sua scaltrezza e quindi si rivolge a un collega. Amerigo accetta e appura che la giovane non ha nulla da nascondere, anzi, tutte le sue attività hanno come scopo la beneficenza e le opere di bene. Impressionato dalla moralità della ragazza, Amerigo chiede al padre la mano di Livia. I due si sposano, ma alcuni anni dopo Amerigo viene a sapere che anche la sorella di Livia ha sposato un investigatore privato, messole alle calcagna dal padre. Amerigo inizia a capire che le due ragazze, in realtà non erano così rigorose come i due mariti credevano e che i pedinamenti erano stati chiesti dal padre delle due ragazze, come parte di un piano per farle fidanzare con due sprovveduti. Livia, con buona probabilità, lo ha più volte tradito, anche con il suo socio.

### Segga e scriva
Il racconto è stato pubblicato per la prima volta il 20 maggio 1956 sul quotidiano Corriere della Sera.
Trama
Cesare Fantin è proprietario di una fabbrica di borse con quindici dipendenti. La sua avarizia sfiora il ridicolo ed è detestata dai suoi lavoranti mal pagati. Un giorno Cesare, casualmente, ascolta il giovane contabile Alfredo Bavazzi schernirlo con i colleghi. Cesare convoca Alfredo nel suo ufficio e gli detta una lettera, ad egli stesso indirizzata, nella quale racconta la sua vita iniziata in povertà. Cesare continua raccontando i suoi difficili inizi a Milano nel 1927, emigrato da Treviso, i lunghi anni trascorsi in tuguri, il lento risollevarsi dalla miseria e, infine, i primi successi economici. Cesare continua il dettato, raccontando la conoscenza con la moglie e la nascita di una figlia con disabilità intellettiva. A cinquantacinque anni, Cesare non dimentica il suo triste passato e il difficile percorso verso l'agiatezza e perciò odia gli sprechi e ama la parsimonia. Cesare fa firmare ad Alfredo la lettera, a testimonianza di un comportamento superficiale che gli viene comunque perdonato. Alfredo ringrazia il principale e si dichiara colpito dal racconto, ma prende congedo con una frase che lascerà a Cesare da pensare: "Lei ha sofferto parecchio, qui a Milano. Ma proprio in considerazione di ciò, è giusto che infligga a me gli stessi patimenti?"

### Vedevo nel buio
Il racconto è stato pubblicato per la prima volta il 30 maggio 1956 sul quotidiano Corriere della Sera.
Trama
Il dottor Ezio Movadi ha deciso di specializzarsi in psicanalisi, convinto che il successo risieda nella cura di malattie riservate ai ricchi. Ha investito l'eredità del nonno in uno studio in corso Matteotti e, per merito della sua competenza, ha fatto successo nella "Milano bene". Ha conosciuto l'amata moglie, Vivetta, grazie alla sua professione, curandola da una fobia alla buccia delle pesche che la ossessionava. La comunione tra loro è totale, tanto che da alcuni anni fanno gli stessi sogni. Ezio relaziona epistolarmente lo strano fenomeno al suo professore dell'università. Ogni mattina i coniugi si raccontano, reciprocamente, lo stesso sogno fino a quando, una notte, Ezio sogna il tradimento della moglie con il suo allievo. La mattina Vivetta racconta un sogno diverso e ciò insospettisce Ezio, convinto che la reticenza della moglie nasconda l'adulterio. Il dubbio lo tormenta e spinge lo psicanalista a diffidare della sua stessa scienza.

### Grandine in via Borromei
Il racconto è stato pubblicato per la prima volta il 9 giugno 1956 sul quotidiano Corriere della Sera.
Trama
Alla morte del padre, Mario Ghilandi, neolaureato in giurisprudenza, abbandona la carriera forense e rileva la legatoria di famiglia. La bottega di via Borromei è di antiche tradizioni e il lavoro affascina il trentenne Mario che ci si dedica con passione. Un giorno, durante una grandinata, si rifugia nella bottega la bellissima Ingrid della quale Mario si innamora dopo avere scambiato con lei solo poche parole. A lei ripensa giorno e notte fino a quando, alcuni mesi dopo, la donna si ripresenta con un libro, appartenuto alla madre morta e rovinato a causa di una distrazione. Ingrid chiede a Mario di riparare il danno: dovendosi sposare di lì a poco e, trasferendosi all'estero, vuole portare con sé il ricordo. Mario provvede ma, spaginando il libro, scopre nascosta nella copertina una foto di un uomo con dedica d'amore alla madre di Ingrid. La foto era un segno d'amore per una passione non corrisposta. Mario è consapevole che anche il suo per Ingrid è un amore impossibile e sostituisce la foto dell'uomo con una sua, scrivendo sul retro un verso di Vincenzo Cardarelli e celandola per sempre nella copertina del libro che restituirà all'inconsapevole donna.

### I signorini
Il racconto è stato pubblicato per la prima volta il 22 giugno 1956 sul quotidiano Corriere della Sera.
Trama
Giacinto Crippa, dopo essere stato recluso nel Carcere di San Vittore per tredici mesi, avendo scontato il reato di furto in appartamento, viene rilasciato; viene immediatamente avvicinato dall'ingegner Cicci Duffa. L'uomo, conoscendo la fama di Giacinto come "artista dell'effrazione", gli chiede di introdursi in casa dell'amante, la soubrette Lu Farver, per recuperare alcune lettere compromettenti. Cicci si deve sposare e teme che Lu, non volendo essere lasciata, possa rendere noti i contenuti delle lettere, nelle quali Cicci descriveva la futura moglie in modo offensivo. Giacinto, allettato dal compenso, accetta l'incarico che svolge velocemente. Quando tuttavia consegna le lettere a Cicci, questi scopre che le lettere d'amore erano quelle scambiate tra l'attricetta e un altro uomo e Giacinto apprende che Lu aveva denunciato immediatamente il furto e che la polizia era sulle sue tracce. Cicci è impazzito dalla gelosia e decide di sposare Lu solo per potersi vendicare dell'amante della donna. Il giorno dopo Giacinto è di nuovo in prigione.

### Albergo diurno
Il racconto è stato pubblicato per la prima volta l'8 luglio 1956 sul quotidiano Corriere della Sera.
Trama
Leda Matteucci lavora all'albergo diurno di Milano come inserviente. L'umile lavoro non le dà speranze di migliorare la sua posizione sociale e non si fa illusioni. Un bel trentenne, Gianni, frequenta spesso l'albergo e riserva a Leda parole cortesi. Un giorno, sapendola affetta da mal di testa, le compra un flacone di aspirina. L'inaspettata gentilezza fa innamorare Leda che, tuttavia, non ha il coraggio né l'intenzione di rivelarsi. Un giorno Gianni si presenta all'albergo ma, stavolta, il suo umore è pessimo. Si reca alla cabina telefonica e Leda lo segue: origliando apprende che Gianni è stato lasciato dall'amata Maria e minaccia il suicidio. Leda decide di nascondere nelle tasche di Gianni un biglietto nel quale gli offre conforto. Gianni, tuttavia, si uccide sparandosi e il biglietto viene ritrovato sul corpo dalla polizia, insieme a cinque grammi di cocaina. Leda viene condotta in commissariato e, accusata di traffico di droga, disperata racconta la sua triste storia al commissario.

### La ragazza di via Nino Bixio
Il racconto è stato pubblicato per la prima volta il 22 luglio 1956 sul quotidiano Corriere della Sera.
Trama
La ventiduenne Anna Livari appartiene a una famiglia di truffatori. Lei, il fratello più giovane Stefano, la madre Emma e il padre Enzo vivono di espedienti. La ragazza, durante una truffa, conosce il giovane e benestante Alfio Comito, di origini sicule con il quale si fidanza. Il matrimonio è imminente e la famiglia di Anna, temendo che il padre di Alfio, informandosi nel quartiere, scopra l'attitudine all'imbroglio dei Livari, sparge la voce tra tutti i vicini, quasi tutti creditori, di reggere il gioco fino al matrimonio. Anna è infatuata di Alfio e nel contempo teme che il fidanzato scopra la sua vocazione di truffatrice.

### Gli stabilimenti
Il racconto è stato pubblicato per la prima volta l'11 agosto 1956 sul quotidiano Corriere della Sera.
Trama
Alfredo Nezzi, appena laureatosi, ha iniziato a lavorare nell'azienda del padre, nella speranza che, non appena possibile, si sarebbe potuto dedicare alla bella vita. Alfredo ha dovuto sopportare il duro lavoro, il periodo di crisi del 1921, il fascismo e quindi la prematura morte del padre. Il sognato svago non è arrivato, poiché alla morte del genitore, si è dovuto mettere alla guida dell'impresa. Conosciuta la giovane Elda Gavini, erede di una piccola fabbrica di serrature, si è sposato con la donna e ne ha guidato la fabbrica, risollevandone le sorti. Scomparsa la moglie, senza figli, si è dedicato anima e corpo agli affari, moltiplicando le proprietà e gli stabilimenti, elargendo denaro al viziato nipote Bruno. A sessant'anni, stanco, decide di dedicarsi finalmente alla bella vita, dandosi alle spese folli e frequentando gli amici del nipote. Conosce Loredana, pittrice bohémien e inizia a frequentarla mantenendola. Tornato a casa all'improvviso, la scopre a letto con il nipote che, scambiandolo per un ladro, gli spara, ferendolo gravemente. Ricoverato in ospedale, con poche speranze di sopravvivere, scrive un testamento, lasciando tutti gli stabilimenti a Bruno, aggiungendo per vendetta una clausola; "a patto che li diriga".

### O allegri o niente
Il racconto è stato pubblicato per la prima volta il 23 agosto 1956 sul quotidiano Corriere della Sera.
Trama
Leo Guarnieri, Gilda Cozzi, Nene Sgruffi e il narratore, Guglielmo Aragna, sono dei giovinastri della Milano bene, che passano il tempo facendo scherzi, rubacchiando e vivendo sulle spalle del padre di Guglielmo, un anziano imprenditore, vedovo. Una sera i quattro decidono di terrorizzare le coppiette che si appartano a Lambrate: intravedono il padre di Guglielmo che si scambia effusioni con la segretaria che aveva promesso di sposare ma che, preoccupato dei giudizi degli altri, non ha mai fatto. I quattro decidono di non portare avanti lo scherzo ma di utilizzare, nel futuro, quell'informazione per ricattare l'uomo.

### I muratori

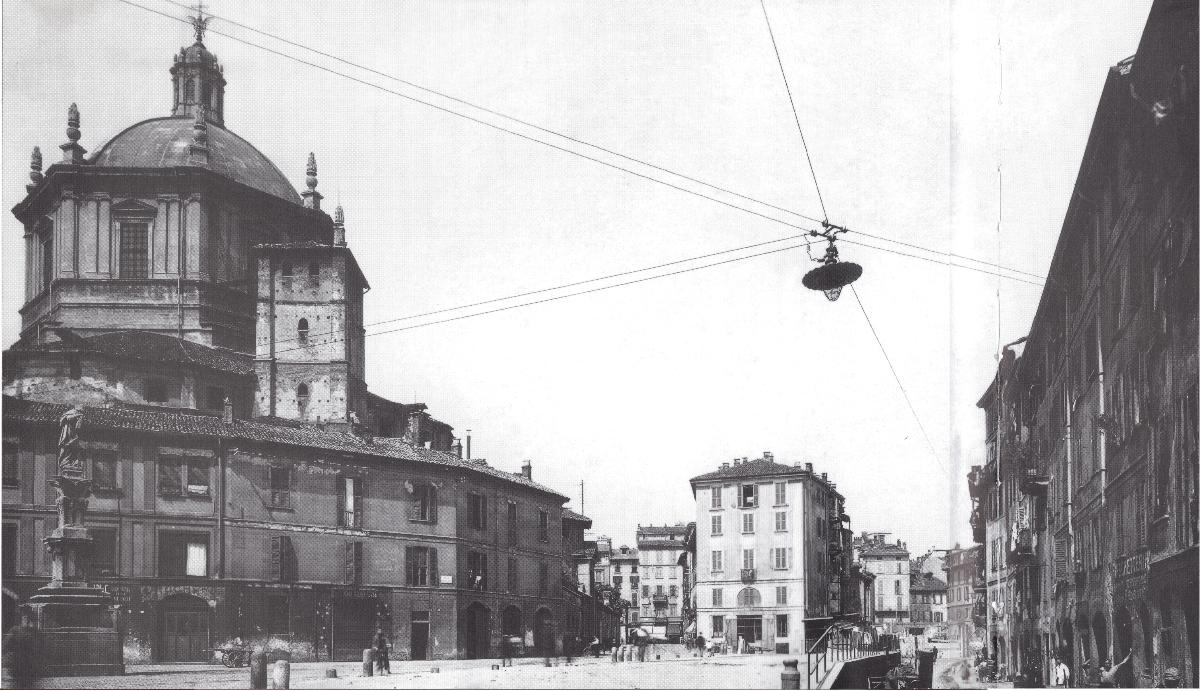
Il racconto si svolge in un'osteria di Piazza Vetra, a Milano

Il racconto è stato pubblicato per la prima volta l'8 settembre 1956 sul quotidiano Corriere della Sera.
Trama
Eusebio Faruli e Serafino Bagagli sono due muratori, fraterni amici che si contendono a carte la mano della vedova del loro defunto amico, Nicola Zangori. I tre erano compagni di scuola e avevano iniziato a lavorare insieme nei cantieri da giovanissimi, condividendo nel bene e nel male la dura vita da muratori fino a quando Nicola non aveva sposato Egle, non avvenente e dal carattere anonimo. Il matrimonio non li aveva divisi e i tre erano rimasti inseparabili, trascorrendo insieme bei momenti all'osteria o sul campo di bocce. Quando Nicola, sul letto di morte per una polmonite fulminante, si era raccomandato a Eusebio e a Serafino affinché uno dei due sposasse Egle, i due hanno deciso di sfidarsi a scopa per decidere chi dei due dovrà onorare la promessa fatta a Nicola. Seicento partite distribuite in trenta giorni nell'osteria di Piazza Vetra seguite con partecipazione da un folto pubblico. Quando Eusebio risulta vincitore, tutti credono che sarà lui a sposare Egle, ma si sbagliano: sarà il perdente Serafino che dovrà sposare la vedova dell'amico Nicola.

### Motori e donne
Il racconto è stato pubblicato per la prima volta il 21 settembre 1956 sul quotidiano Corriere della Sera.
Trama
Aniello Caccavone è di umili origini ma ha fatto fortuna gestendo un piccolo garage e poi ampliando con caparbietà il giro d'affari, fino a diventare il proprietario di cinque stazioni di servizio con annesse officine e rimesse. Aniello non disdegna di lucrare sui clienti con malizia, suggerendo interventi non necessari alle auto, causando volutamente piccole avarie, sottraendo carburante dai serbatoi e utilizzando le più belle automobili ad insaputa dei proprietari. Aniello è diventato ricco anche grazie a questi mezzucci. Un giorno l'uomo conosce la bella Filomena, che si fa chiamare Gerda, e se ne innamora. Poco dopo il fidanzamento, la donna afferma di aspettare un bambino da lui e affretta le nozze. La gravidanza non è reale e il matrimonio si rivela sin da subito un inferno: la donna mostra di disprezzare le umili origini di Aniello e lo tradisce senza ritegno. Le liti tra i due sono feroci e frequenti. Aniello capisce di essere stato raggirato da Gerda nello stesso modo con cui lui, quotidianamente, raggira i clienti.

### I pianerottoli
Il racconto è stato pubblicato per la prima volta il 18 ottobre 1956 sul quotidiano Corriere della Sera.
Trama
Michele Banduco e Filippo Giufanti, entrambi quarantacinquenni, sono buoni amici. Hanno iniziato a lavorare nello stesso periodo, molti anni addietro, il primo come sarto, il secondo come orefice in un palazzo di Via Spadari. Michele ha da poco sposato la giovane lavorante, Teresa, e ha iniziato a ricevere delle lettere anonime che lo mettono in guardia circa l'infedeltà della ragazza. Michele sospetta di Filippo e si confronta con lui affermando di conoscere l'indole della moglie, ma di amarla comunque e di essere disposto ad accettare i suoi molti tradimenti. Quando Michele chiede all'amico di desistere nell'inviargli le lettere, Filippo si dispera, poiché anche lui ama Teresa e sperava, con quelle lettere, di spingere i due a separarsi.

### La porta di servizio
Il racconto è stato pubblicato per la prima volta il 21 novembre 1956 sul quotidiano Corriere della Sera.
Trama
Lando B. fa il lustrascarpe. Figlio di padre ignoto, incattivito sin da piccolo dalle angherie dei compagni di classe che lo prendono in giro per le sue origini, abbandona gli studi e dilapida i pochi risparmi della madre, proprietaria di una piccola sartoria. Lando non perdona alla madre di non avergli dato un padre che lo abbia riconosciuto e si accontenta di vivere, in ristrettezze economiche, dei pochi soldi guadagnati lucidando scarpe. Non ha mai voluto indagare sul padre, ma un giorno un suo coetaneo giunge nella bottega di lustrascarpe nella quale Lando lavora. Lo sconosciuto è uguale a lui e si presenta come suo fratellastro. Il padre era uno scrittore fallito, poeta e drammaturgo di poco talento ma benestante; l'uomo è da poco defunto e viene irriso dal fratellastro. Lando viene improvvisamente preso dalla foga di conoscere il padre, ma ormai è troppo tardi e si deve accontentare di leggere i suoi lavori.

### Parlo con gli angeli
Il racconto è stato pubblicato per la prima volta il 16 dicembre 1956 sul quotidiano Corriere della Sera.
Trama
Eduardo Ghimelli è un chiaroveggente: ha acquistato tale capacità a seguito di una ferita alla testa subita durante la guerra in Albania. Ha messo a frutto la sua dote diventando il più ricercato "mago" di Milano. L'unica persona che non riesce a "leggere" è la moglie Giacinta che ama profondamente ma con la quale ha soventi litigi. La donna ha nuovamente litigato con lui e lo ignora; a nulla servono i poteri di Eduardo per interpretarne i comportamenti. L'uomo è costretto a fingere un malore per ottenere le amorevoli attenzioni della moglie. D'altronde per tutti l'amore è qualcosa di indecifrabile e quello tra Eduardo e Giacinta non fa eccezione.

### A porta Venezia
Il racconto è stato pubblicato per la prima volta il 28 dicembre 1956 sul quotidiano Corriere della Sera con il titolo Liliom a Porta Venezia.
Trama
La mattina di Natale il trentatreenne Lionello Barpi sta scappando da Milano in tutta fretta. Sono anni che in Corso Buenos Aires vende con abilità e capacità affabulatorie oggetti vari ai passanti. Per lui è quasi un'arte smerciare ombrelli, lucchetti, penne, maglie e quant'altro, grazie a tecniche insegnategli dal defunto amico e maestro don Fulgenzio Marracchio, conosciuto durante la guerra. Un giorno Lionello incontra Gigia, giovane e bella calabrese che si innamora di lui, ricambiata. Tuttavia Lionello è convinto che l'amore lo allontanerà dalla vita di imbonitore che ama ancor più della ragazza e perciò, dopo aver abbandonato Gegia, addormentata in una camera d'albergo, fugge da Milano.

### Arti figurative
Il racconto è stato pubblicato per la prima volta il 10 gennaio 1957 sul quotidiano Corriere della Sera.

### Dongiovanni pietoso
Il racconto è stato pubblicato per la prima volta il 30 gennaio 1957 sul quotidiano Corriere della Sera.
Trama
Il trentenne Corrado Massarucci, di bella presenza, vivendo di rendita, non deve preoccuparsi di lavorare e perciò passa il tempo abbordando giovani donne e collezionando avventure amorose. Corrado si stanca presto delle sue conquiste e, non volendo impegnarsi sentimentalmente, è diventato bravissimo a liberarsi delle tante amanti. Noemi Giunfo fa eccezione. Abbordata in un tram affollato, nonostante la presenza del marito di fianco a lei, Corrado non solo è divenuto amante della donna, ma anche amico del coniuge, l'ingegner Ubaldo. Per la prima volta il dongiovanni è superato in cinismo da una donna: Noemi si beffa del marito e non vuole saperne di interrompere la relazione che si diverte a portare avanti alle spalle di Ubaldo, tanto da sconcertare Corrado che, per rispetto dell'amico, vorrebbe invece troncare i rapporti con la donna senza riuscirci.

### Luna e maree
Il racconto è stato pubblicato per la prima volta il 22 febbraio 1957 sul quotidiano Corriere della Sera.
Trama
Fazio Nantucci, allo scoppio della seconda guerra mondiale, memore della miseria causata dalla prima, abbandona la sua fidanzata e sposa l'ereditiera Vilma. L'uomo investe il denaro della moglie trafficando con nazisti, partigiani e alleati. Con i soldi guadagnati, alla fine della guerra, avvia moltissime attività che lo rendono ricchissimo. Dopo aver perso il giovane figlio e la moglie, entrambi morti a causa di malattie, rimasto solo, riflette sulla sua fortuna e sulla miseria degli altri. Decide di spendere tutto il suo capitale per beneficenza. Tuttavia si accorge che tutte le azioni benefiche, tutti il suo denaro regalato, hanno causato, di contro, disordini sociali. Costretto a interrompere le elargizioni, si accorge che la beneficenza lo aveva reso ancora più ricco di prima, poiché alcuni dei suoi terreni, destinati a edilizia popolare per gli indigenti, avevano lievitato di valore.

### Cinquantanove anni
Il racconto è stato pubblicato per la prima volta il 17 marzo 1957 sul quotidiano Corriere della Sera.
Trama
Bineffi ha cinquantanove anni, vedovo da dieci è il ricco comproprietario di un'agenzia di cambio. Non avendo avuto figli, senza legami affettivi, vive una tranquilla e spensierata routine. Un giorno viene avvicinato da Fulvio Z., un bambino di otto anni che gli chiede di farsi carico dei problemi della sua famiglia. Il padre, il ragioniere Vittorio Z., è un uomo tutto d'un pezzo, ex cassiere di banca, arrotonda la pensione gestendo la contabilità di alcuni negozi del quartiere. La famiglia è indigente perché tutto quello che Vittorio guadagna viene speso per le cure della moglie, ricoverata per una grave malattia in una clinica privata. Bineffi si convince subito dell'onestà del bambino e vorrebbe elargire una somma alla sua famiglia ma Fulvio teme che il padre, onesto e intransigente, rifiuti l'elemosina. Bineffi propone una donazione anonima ma Fulvio replica che in quel caso il padre consegnerebbe la somma alla polizia. Bineffi, indagando sulla vita del ragioniere, viene a sapere che anni addietro ha dovuto versare alla banca dove era impiegato un considerevole risarcimento per aver pagato, erroneamente, un assegno contraffatto. Bineffi finge allora di essere il falsario, pentitosi dopo molti anni, e consegna a Vittorio Z. più di quattro milioni come risarcimento del danno morale e materiale. Tuttavia Bineffi teme che il ragioniere scopra l'inganno e si uccida per la vergogna. Il benefattore vive ora con questo costante terrore.

### Vado per vedove
Il racconto è stato pubblicato per la prima volta il 20 aprile 1957 sul quotidiano Corriere della Sera.
Trama
Il trentanovenne Curzio Scimmeri, appena nato, è stato abbandonato dalla madre e accolto in un orfanotrofio. Grazie alle sue doti persuasive, simulando mitezza di carattere e buone maniere, riesce a farsi adottare dagli Scimmeri, una coppia originaria della Sicilia. Dopo l'adozione il suo carattere malevolo si è subito rivelato, per la disperazione dei genitori. Dopo la loro morte, Curzio dilapida i risparmi e, allo scoppio della guerra, si imbosca in ospedali militari e furerie. Dopo l'armistizio, si arrabatta con piccole truffe, fino a quando non si specializza nel circuire vedove per farsi mantenere da loro. L'uomo, con delicatezza, entra in confidenza con una moltitudine di donne rimaste vedove, e grazie a sotterfugi e bugie, allaccia con loro rapporti platonici, spillandole denaro e regali. Quando Olga G., sua coinquilina tenta di abbordarlo, Curzio rifiuta le avances sapendola sposata, fino a quando il marito della donna non muore per setticemia. Allora Curzio accetta di frequentare la neo vedova, salvo poi scoprire che la donna aveva ucciso il marito praticandole un'iniezione con un ago infetto, per avere agio di frequentare Curzio, di cui si era innamorata. L'uomo fugge da Olga e si trasferisce in un altro quartiere: non rinuncia a frequentare vedove, ma stavolta con più prudenza.

### Stanza in famiglia
Il racconto è stato pubblicato per la prima volta il 19 maggio 1957 sul quotidiano Corriere della Sera.
Trama
Il quarantenne Livio Ermes Tugo, milanese da cinque generazioni, è un acceso antimeridionale. Senza figli, avendo bisogno di un'entrata economica aggiuntiva, decide di affittare una stanza del suo appartamento. Dopo aver messo un annuncio sul giornale, la moglie Carla, molto più giovane e piacente, avvisa Livio che all'annuncio hanno risposto solo uomini del Sud Italia e di aver selezionato, per far piacere al marito, il meno meridionale tra loro. L'appartamento viene quindi affittato al solare Vincenzo Giaquinto, trentenne di Gaeta. I modi espansivi di Vincenzo, che tratta i padroni di casa come fossero familiari e che è pieno di attenzioni nei loro confronti, imbarazzano Carla e Livio. Vincenzo, pur apprezzando apertamente la bellezza di Carla, ha per lei mille attenzioni e il più assoluto rispetto. Con il passare del tempo, nonostante il comportamento del meridionale che i due milanesi trovano inusuale, tra di loro si instaura un'amicizia che si rafforza quando Vincenzo, dimostrando un'imprevista tempra e arroganza, toglie Livio da una brutta situazione con uno strozzino, a causa di un debito di gioco. Quando Vincenzo comunica a Carla e Vincenzo che, essendosi fidanzato e prossimo alle nozze, lascerà l'appartamento, i due provano dispiacere, dimostrando che la loro prevenzione verso i "terroni" era immotivata.

### Giuditta
Il racconto è stato pubblicato per la prima volta il 2 giugno 1957 sul quotidiano Corriere della Sera.
Trama
La cinquantaseienne Giuditta Gionghi è stata dichiarata pazza. Vive con la domestica in uno spazioso appartamento di Milano ed è famosa per i suoi comportamenti estrosi e il suo abbigliamento inusuale. Rimasta presto vedova, si dedicò completamente, in maniera totalizzante, al suo unico figlio, Edilio, fino a quando questi, oramai adulto, si innamorò della giovane e gentile Zoe. Giuditta, impazzita di gelosia, avversò in tutti i modi la relazione. Nonostante l'ostracismo della madre, Edilio e Zoe decisero di sposarsi comunque. Giuditta da allora ha ripudiato il figlio e rifiutato di vederlo, rispedendo al mittente le sue accorate lettere. Giuditta, di tanto in tanto, abborda spiantati giovanotti e per brevi periodi li ospita e li tratta come se fossero suoi figli, per poi cacciarli in malo modo non appena stanca di loro.

### Care manette
Il racconto è stato pubblicato per la prima volta il 20 giugno 1957 sul quotidiano Corriere della Sera.
Trama
Ignazio Gegga è fidanzato con Monica Biganci, figlia di un quotato proprietario di aziende milanesi e suo concorrente. Il rapporto con Monica procede bene fino a quando, mentre i due sono in macchina diretti in gita a Baveno, una giovane si introduce trafelata e piangente nella loro vettura implorando di seguire un'auto che li precede. Ignazio, titubante, esegue, nonostante la stizza di Monica. Nell'auto pedinata a detta della ragazza, di nome Lidia, c'è Alfredo, il suo fidanzato con un'amante. Lidia vorrebbe affrontare i due ma Ignazio la dissuade con dolcezza e la riaccompagna a casa, nonostante il malumore di Monica che, ingelosita, da quel momento manda in frantumi il rapporto con Ignazio. L'uomo, invaghitosi di Lidia, la rintraccia e inizia a frequentarla. I due si sposano e dopo cinque anni aspettano un figlio. Solo allora Lidia confessa che l'inseguimento, il presunto tradimento e lo stesso Alfredo erano solo bugie, un espediente per conoscere Ignazio che aveva avuto modo di vedere durante una gara di motonautica e di cui si era subito innamorata.

### Acqua dolce
Il racconto è stato pubblicato per la prima volta il 4 luglio 1957 sul quotidiano Corriere della Sera.
Trama
Il giovane, avvenente e vanesio Lillo Ziniego lavora come ascensorista negli uffici di via Rastrelli del Comune di Milano. L'impiego lo annoia, motivo per cui accetta con entusiasmo il distacco per i mesi estivi presso la piscina comunale come bagnino. Qui Lillo ha modo di conoscere e frequentare una gran quantità di ragazze con le quali ha relazioni fugaci. Tuttavia la situazione cambia quando la bellissima e altolocata Sophia inizia a frequentare la piscina in compagnia del fidanzato Sergio. Inutilmente Lillo tenta di farsi notare dalla ragazza, che non ha occhi che per il brutto e insulso fidanzato. La situazione cambia quando un pomeriggio, immersosi nella piscina dopo aver mangiato, Sergio si sente male. Lillo si getta in acqua e lo soccorre prontamente. Mentre Lillo nuota verso il bordo vasca Sergio si agita, tanto che il bagnino è costretto a assestargli un pugno per calmarlo. Lillo, esagerando, continua a colpire, Sergio con veemenza, sfogandosi su di lui per l'insuccesso con Sophia. Il salvataggio ha successo, tutti si congratulano con lui non avendo notato il violento comportamento abilmente dissimulato in acqua. Sergio che però smette di frequentare la piscina con Sophia, vergognandosi per la figuraccia. Tuttavia, da uno sguardo che Sophia gli ha rivolto prima di andare via, Lillo capisce che la ragazza ha notato e sa il motivo dei violenti colpi inferti al fidanzato. Conscio di aver fatto breccia nel cuore della ragazza, Lillo è fiducioso che avrà ben presto notizie di Sophia.

### Uomo solo
Il racconto è stato pubblicato per la prima volta il 21 luglio 1957 sul quotidiano Corriere della Sera.
Trama
A luglio Milano è deserta, arroventata dal caldo estivo. Il trentacinquenne Walter Fozzi ha rinunciato alle vacanze per risparmiare, mentre la moglie Simonetta e la figlia Emma sono al mare in una pensioncina a Forte dei Marmi. Una sera, tornato a casa dal lavoro, in ascensore fa la conoscenza dell'avvenente vicina, Zita Neggi, residente all'ottavo piano. Con una scusa l'uomo si fa invitare a casa della donna, il cui marito è anche in vacanza. I due iniziano a flirtare baciandosi, quando Walter si ricorda di aspettare la quotidiana telefonata serale dalla moglie e la precede, chiamandola alla pensione. Simonetta, udendo in sottofondo della musica, capisce che il marito non è nel suo appartamento e, ingelosita, interrompe la comunicazione. Walter si precipita nel suo appartamento al terzo piano per richiamare la moglie si fa accompagnare da Zita, con l'intenzione di continuare l'approccio. La telefonata di Walter a Simonetta è un disastro: la donna è arrabbiata e sospettosa. Nel frattempo, nel palazzo deserto si ode un telefono squillare: Zita si ricorda di aspettare anch'ella una telefonata dal marito in vacanza e si precipita nell'appartamento ma troppo tardi per rispondere alla chiamata. Il telefono suona nuovamente: è il marito di Zita insospettito. I due coniugi hanno una tesa conversazione. Walter tenta un nuovo approccio ma viene bruscamente invitato da Zita ad andarsene. Walter saluta e scende nel suo appartamento. Qui si accorge che Zina ha dimenticato una bottiglia di vino e dei bicchieri e quindi risale all'ottavo piano per restituire gli oggetti. Davanti alla porta di Zina viene raggiunto da Cesare, il sostituto portiere, allarmato dai rumori e dal tramestio sui pianerottoli. L'uomo intuita la tresca, viene tacitato da una ricca mancia di Walter. L'avventura extraconiugale è fallita e Walter è terrorizzato dal fatto che Cesare potrebbe non mantenere il segreto.

### Farsi compagnia
Il racconto è stato pubblicato per la prima volta il 1º agosto 1957sul quotidiano Corriere della Sera.
Trama
Il sessantenne Ugo Bavaldi è sin da giovane amico fraterno di Gaudenzio Giffa. Oramai in pensione, entrambi lavoravano nello stesso albergo ove conobbero le rispettive mogli: Gigia e Linda. Le due coppie organizzarono il matrimonio insieme e insieme partirono in viaggio di nozze. Acquistarono due appartamenti adiacenti e passavano il tempo libero insieme, Ugo e Gaudenzio appassionati entrambi di pesca. Quando la moglie di Gaudenzio morì, Ugo e Gigia continuarono a frequentare l'amico. Un giorno Ugo si accorge che tra Gigia e Gaudenzio, da tempo c'è una relazione. Disperato, non volendo tuttavia troncare quella tranquilla routine, denuncia la tresca a un commissario, pregandolo di dissuadere i due fedifraghi dal continuare la relazione, chiedendo tuttavia al poliziotto di non rivelare ai due adulteri che lui è al corrente del tradimento.

### Palazzo di Giustizia
Il racconto è stato pubblicato per la prima volta il 15 agosto 1957 sul quotidiano Corriere della Sera.
Trama
Bonifazio Giugga è figlio di un principe del foro di Milano. Non ama gli studi di giurisprudenza, non essendo portato all'avvocatura ma il padre insiste affinché lui si laurei e prenda il suo posto nello studio di famiglia. Il padre aveva infatti intuito che la voce sgraziata e fastidiosa del figlio sarebbe stata un valore aggiunto in tribunale. Bonifazio, vince tutte le cause poiché i giudici e le parti avverse, pur di non portare per le lunghe le sue arringhe, recitate con voce insopportabile, gli danno sempre ragione o evitano di ricorrere in appello. La fortuna dell'uomo ha termine quando incontra Bice: innamorato si accorge che la sua voce è cambiata, assumendo toni più dolci. La sua carriera è distrutta. Pessimo avvocato, inizia ora a perdere tutte le cause.

### Il violino
Il racconto è stato pubblicato per la prima volta il 27 agosto 1957 sul quotidiano Corriere della Sera.
Trama
Maurizio Sciaga è sposato con Brigida Maltoni. I due gestiscono una tabaccheria, ereditata dalla donna. La coppia, dopo un anno di felice matrimonio, dopo aver saputo di essere entrambi sterili, iniziano a nutrire rancori e a litigare per un nonnulla. L'odio si trasforma in violenza quando Maurizio è vittima di una truffa, avendo acquistato a seguito di un raggiro, un pessimo violino per una rilevante cifra, credendolo uno "stradivari". La moglie, pur avendo assistito a tutta la vicenda e intuendo il raggiro, non ha mai messo in guardia il marito contro il truffatore, salvo poi scagliarsi contro di lui a truffa consumata. Maurizio, imbestialito per il comportamento della moglie, tenta di ucciderla. Fallito il tentativo si costituisce chiedendo di essere arrestato, nonostante Brigida tenti di scagionarlo. Maurizio è infatti stanco della relazione ed è convinto che, qualora si ripresenti l'occasione, tenterà nuovamente l'uxoricidio.

### Arrivi e partenze
Il racconto è stato pubblicato per la prima volta il 5 settembre 1957 sul quotidiano Corriere della Sera.
Trama
Nunzio Gavacci è un "barbone" di quaratotto anni. Un giornalista lo intervista sperando di ricavarne un pezzo di colore. Nunzi accetta in cambio di vino. Non vede la moglie e i suoi due figl8i da anni ma non gli mancano. Sposatosi giovanissimo, con un lavoro poco retribuito, impose per gelosia e falso orgoglio alla moglie, appena diciottenne e commessa in un grande magazzino, di licenziarsi. Subito si accorsero che i soldi non bastavano mai e tra la coppia nacquero dissidi. Nunzio allora, per vedere il meno possibile la moglie, inizia a frequentare la Stazione di Milano Centrale, appassionatosi alla gente, alle loro storie e all'umanità che la frequentava. La sua continua presenza non passa inosservata e la Polizia ferroviaria lo accusa ingiustamente di aver infastidito una barista. La moglie e i figli, per la vergogna non lo vogliono più vedere e viene licenziato a causa dello scandalo. Tutto sommato a Nunzio la nuova libertà non dispiace e si trasferisce a vivere in una baracca, riprendendo ad osservare la gente.

### Da "Geno"
Il racconto è stato pubblicato per la prima volta il 15 settembre 1957 sul quotidiano Corriere della Sera.
Trama
La giovane Clelia, detta Inga, lavora come manicure nel ben frequentato atelier del parrucchiere "Geno". Mentre alla radio trasmettono la cronaca di un efferato omicidio della moglie di un industriale milanese, probabilmente perpetrato da uno sconosciuto amante, la ragazza attende con impazienza un abituale cliente di cui ignora il nome ma che lei ha soprannominato "l'ingegnere". Inga è innamorata del bell'uomo e, seppure tra i due non vi sia stato null'altro che pochi cortesi scambi di convenevoli, confida di poter un giorno ricevere da lui attenzioni e, magari, un appuntamento. La vita di Inga è triste, costretta a vivere in un povero monolocale con l'anziana madre vedova che, con problemi mentali, si comporta e si crede una giovinetta. Quando finalmente l'ingegnere arriva, come d'abitudine, da Geno per la quotidiana manicure, Inga si accorge che l'uomo non si comporta come al solito e che è vagamente agitato. Il suo curatissimo mignolo ha l'unghia spezzata. Inga, udendo alla radio che nell'appartamento della donna uccisa è stata ritrovata un'unghia insanguinata, capisce che l'amato è l'assassino, ma non lo tradisce. L'ingegnere, terminata la manicure, abbandona l'atelier senza più farvi ritorno.

### Due miliardi
Il racconto è stato pubblicato per la prima volta il 1º ottobre 1957 sul quotidiano Corriere della Sera.
Trama
Il cinquantenne Galeazzo Marghironi è un usuraio. La sua fortuna ebbe inizio nel 1927 quando, cenciaiolo, fu investito da un tram che lo rese zoppo. Le quaranta lire ricevute dall'assicurazione gli permisero di iniziare l'attività di strozzino che oggi lo ha reso ricco. Alla giovane moglie Valeria l'attività del marito ripugna, ma non vuole rinunciare al lusso che le ha permesso di frequentare l'alta società di Milano. Galeazzo è amico del famoso attore Alvaro Z. e quando questi, disperato, gli chiede in prestito quindici milioni per risolvere delle questioni amorose, pur titubante, acconsente. Tuttavia, per non scoprire la sua attività, finge che il suo domestico Rodrigo sia il facoltoso commendatore Gionali che gli presterà la somma con usura. Quando tempo dopo, durante una cena a casa di Galeazzo e Valeria, di fronte ad altri commensali Alvaro Z. riconosce il domestico che serve in tavola, indelicatamente insinua l'inganno da parte dell'amico suscitando lo scherno degli ospiti. Prontamente Galeazzo esce dall'imbarazzo affermando che il commendatore è caduto in discrazia e che è stato assunto come domestico a casa sua per amicizia. La scusa viene creduta ma Valeria continua a lagnarsi disprezzando il mestiere del marito pur amando il denaro che ne deriva.

### Non lo fate
Il racconto è stato pubblicato per la prima volta il 16 ottobre 1957 sul quotidiano Corriere della Sera.
Trama
Il cinquantaduenne Benigno Cannaghi e Arrigo Zugli di quarant'anni sono amici da dieci anni e coabitano in una casetta arroccata in cima a un palazzo di viale Regina Margherita. Sono ufficiali giudiziari e si occupano di sfratti. Per la loro rapidità di azione sono soprannominati "Lampo" e "Tuono". Una bella giornata di settembre sono chiamati fuori Milano. Vi si recano in bicicletta, godendo dell'ultimo sole della stagione, come fossero in vacanza. Giunti nei pressi della casa da sgombrare, odono urla di donna. Accorrono e trovano una giovane partoriente, sola in casa. Non c'è tempo per cercare aiuto e l'assistono durante il parto che avviene con successo. Subito dopo, come se nulla fosse, i due iniziano l'inventario e notificano lo sfratto, insensibili alle suppliche della donna e del marito, nel frattempo arrivato. Il neonato piange incessantemente, come a voler rimproverare a Lampo e a Tuono la loro risolutezza nel far rispettare le ordinanze del giudice e il codice civile.

### Bettina
Il racconto è stato pubblicato per la prima volta il 21 novembre 1957 sul quotidiano Corriere della Sera.
Trama
Bettina Gambi, orfana di madre, accudiva l'anziano padre a Novara. Alla sua morte, a vent'anni, si è trasferita a Milano e ha trovato impiego in una grande tipografia. Ha accettato la corte del giovane direttore amministrativo, Goffredo Lengi, diventandone l'amante e trasferendosi in un pied-à-terre. Rimasta incinta a ventitré anni, dopo che è nato il piccolo Beniamino, la giovane apprende dall'amante che lui è in realtà uno squattrinato e che, dopo aver dilapidato le fortune di famiglia, spingendo il padre al suicidio, vive grazie ai soldi della fidanzata Giana che è la vera proprietaria dell'azienda. Bettina si rassegna al ruolo di amante e a non vedere riconosciuto il figlio da Goffredo che sposerà Giana.

### Edvige
Il racconto è stato pubblicato per la prima volta il 13 dicembre 1957 sul quotidiano Corriere della Sera.
Trama
Edvige Zevi vive da sola e odia tutti. Sfoga il suo astio inviando lettere anonime a molte donne, la maggior parte conosciute per via del suo lavoro, piazzista di tessuti e abbigliamento, rivelando falsi tradimenti dei mariti e fidanzati. Assilla telefonicamente alcune di esse fingendosi l'amante dei mariti, facendo naufragare matrimoni e fidanzamenti. Un giorno, accogliendo in casa un il giovane e bello Lorenzo, un arrotino, gli si concede. A termine del rapporto sessuale, il primo per lei, innamoratasi, disperata si rende conto della pochezza delle sue malvagie azioni e della crudeltà dei suoi comportamenti.

### I testamenti
Il racconto è stato pubblicato per la prima volta il 12 gennaio 1958 sul quotidiano Corriere della Sera.
Trama
Guelfo Ginza ha settantotto anni e sta per compilare il suo decimo testamento. Dalla salute cagionevole sin dalla nascita, rimase prima orfano di padre, a causa di un incidente di caccia e poi, dodicenne, della madre per una malattia. Affidato agli zii, continuava a essere affetto da innumerevoli malanni, senza che i dottori ne individuassero la causa. Benestante, grazie all'eredità dei genitori, sposa una giovane contadina, contro il volere degli zii, nella speranza che la sua prole erediti la salute della donna. Morti anche gli zii, poco dopo muore la moglie. Gli rimangono i due figli a cui, nel nuovo ulteriore testamento, lascia tutti i suoi beni. Durante la guerra muore il figlio. I malanni di Guelfo gli rendono la vita impossibile. Anche la figlia muore, a causa di un incidente insieme ai due nipoti. I malanni di Guelfo non accennano a migliorare. Nomina quale erede, in un ultimo testamento, il genero, sopravvissuto all'incidente d'auto.

### Via dall'Eden
Il racconto è stato pubblicato per la prima volta il 26 gennaio 1958 sul quotidiano Corriere della Sera.
Trama
Il giovane imprenditore Vinicio Gheggi, di mattina presto, dopo una notte passata a giocare a poker, invece di rientrare a casa, decide di recarsi nella sua azienda. Alle sei di mattina i locali dovrebbero essere deserti ma dal suo bagno privato sente provenire il canto di una donna sotto la doccia. Nel salottino di rappresentanza, arredato con prezioso mobilio da un prestigioso architetto, due divani sono stati uniti a mo' di letto matrimoniale; su di essi giace dormiente l'usciere Biagio. In terra i resti di una cena e sulle sedie gli abiti dei due. Vinicio fa uscire dal bagno la donna, Ornella, e poi va a svegliare l'uomo; indispettito, licenzia l'usciere e allontana in malo modo la coppia. Più tardi, colpito dal ricordo della bellezza di Ornella, si reca a casa di Biagio. Trova la donna sola che gli spiega di essere la giovane sposa dell'usciere. I due approfittavano da alcuni giorni, solo per la luna di miele, della comodità del salottino per un po' di privacy, godendo dello sfarzo dei locali, visto che il loro alloggio era fatiscente e affollato dei parenti di Biagio. Ricordando le raccomandazioni del padre, a non esagerare con lo sfarzo negli ambienti di lavoro per non umiliare i dipendenti, consigli tuttavia disattesi, Vinicio decide di perdonare la coppia e di riassumere Biagio, approfittando però della disponibilità di Ornella, diventandone l'amante.

### Anime gemelle
Il racconto è stato pubblicato per la prima volta il 13 febbraio 1958 sul quotidiano Corriere della Sera.

### Via Manin
Il racconto è stato pubblicato per la prima volta il 2 marzo 1958 sul quotidiano Corriere della Sera.

### Il ponte
Il racconto è stato pubblicato per la prima volta il 16 marzo 1958 sul quotidiano Corriere della Sera.

### La mantide
Il racconto è stato pubblicato per la prima volta il 29 marzo 1958 sul quotidiano Corriere della Sera.

### La medaglia
Il racconto è stato pubblicato per la prima volta il 9 aprile 1958 sul quotidiano Corriere della Sera.

### Il maestro
Il racconto è stato pubblicato per la prima volta il 25 aprile 1958 sul quotidiano Corriere della Sera.

### Romanzo
Il racconto è stato pubblicato per la prima volta il 7 maggio 1958 sul quotidiano Corriere della Sera.

### I gatti
Il racconto è stato pubblicato per la prima volta il 21 maggio 1958 sul quotidiano Corriere della Sera.

### La chiave
Il racconto è stato pubblicato per la prima volta il 9 luglio 1958 sul quotidiano Corriere della Sera.

### Beatrice
Il racconto è stato pubblicato per la prima volta il 22 giugno 1958 sul quotidiano Corriere della Sera.

## Edizioni
- Giuseppe Marotta, Mal di Galleria, Milano, Bompiani, 1958.
- Giuseppe Marotta, Mal di Galleria, Milano, Bompiani, 1964.
- Giuseppe Marotta, Mal di Galleria, introduzione di Oreste Del Buono, Oscar Mondadori, n. 577, Milano, Mondadori, 1974.
- Giuseppe Marotta, Mal di galleria: racconti, Milano, Bompiani, 1974.